# Campeonato Mundial de Atletismo Sub-20 de 2021 - 5000 m masculino
A prova dos 5000 metros masculino do Campeonato Mundial de Atletismo Sub-20 de 2021 ocorreu no dia 19 de agosto de 2021 no Centro Esportivo Internacional Moi, em Nairóbi, no Quênia. 

## Recordes
Antes desta competição, os recordes mundiais e do campeonato nesta prova eram os seguintes:
|       | Nome            | Nacionalidade | Tempo    | Local     | Data                 |
| ----- | --------------- | ------------- | -------- | --------- | -------------------- |
| WU20R | Selemon Barega  | Etiópia       | 12:43.02 | Bruxelas  | 31 de agosto de 2018 |
| CR    | Abreham Cherkos | Etiópia       | 13:08.57 | Bydgoszcz | 13 de julho de 2008  |
| WU20L | Addisu Yihune   | Etiópia       | 12:58.99 | Hengelo   | 8 de junho de 2021   |

## Medalhistas
| Ouro                   | Prata              | Bronze           |
| Benson Kiplangat (KEN) | Tadese Worku (ETH) | Levy Kibet (KEN) |

## Cronograma
Todos os horários são locais (UTC+3).  
| Data         | Hora  | Evento |
| ------------ | ----- | ------ |
| 18 de agosto | 17:10 | Final  |

## Resultado final
A prova final foi realizada no dia 19 de agosto às 17:10. 
| Posição           | Atleta                   | Nacionalidade | Tempo    | Notas           |
| ----------------- | ------------------------ | ------------- | -------- | --------------- |
| Medalha de ouro   | Benson Kiplangat         | Quênia        | 13:20.37 | Recorde pessoal |
| Medalha de prata  | Tadese Worku             | Etiópia       | 13:20.65 |                 |
| Medalha de bronze | Levy Kibet               | Quênia        | 13:26.01 | Recorde pessoal |
| 4                 | Addisu Yihune            | Etiópia       | 13:32.76 |                 |
| 5                 | Merhawi Mebrahtu         | Eritreia      | 13:40.63 | Recorde pessoal |
| 6                 | Habtom Samuel            | Eritreia      | 13:45.65 |                 |
| 7                 | Rodgers Kibet            | Uganda        | 13:57.97 |                 |
| 8                 | Ajan Jacob Chol          | Sudão do Sul  | 14:14.37 |                 |
| 9                 | Martin Magengo Kiprotich | Uganda        | 14:15.62 |                 |
| 10                | Jean Marie Bukuru        | Burundi       | 14:28.55 |                 |

Legenda
| Recorde mundial       | Recorde mundial (World record)               |                       | Recorde africano                      | Recorde africano (African) |                                           | Q | Classificado por posição (Qualified) |
| Recorde do campeonato | Recorde do campeonato (Championship record)  | Recorde da América    | Recorde da América (Americas)         | q                          | Classificado por melhor tempo (Qualified) |   |                                      |
| Melhor marca do ano   | Melhor marca do ano (World leading)          | Recorde asiático      | Recorde asiático (Asian)              | DNS                        | Não largou (Did not start)                |   |                                      |
| Recorde nacional      | Recorde nacional (National record)           | Recorde europeu       | Recorde europeu (European)            | DNF                        | Não terminou (Did not finish)             |   |                                      |
| Recorde pessoal       | Recorde pessoal do atleta (Personal best)    | Recorde da Oceania    | Recorde da Oceania (Oceania)          | DSQ / DQ                   | Desclassificado (Disqualified)            |   |                                      |
| Recorde da temporada  | Recorde da temporada do atleta (Season best) | Recorde sul-americano | Recorde sul-americano (South America) | NM                         | Sem marca (No mark)                       |   |                                      |